# ئی‌ام‌ال لیمبیت
ئی‌ام‌ال لیمبیت (به انگلیسی: EML Lembit) یک زیردریایی است. این زیردریایی در سال ۱۹۳۶ ساخته شد.